# Lime
Lime (Citrus × aurantiifolia (Christm. & Panz.) Swingle) är både ett träd och dess frukter, som hör till citrussläktet (Citrus). Citrus aurantiifolia har länge uppmärksammats för sina potentiella hälsofrämjande egenskaper. Frukten innehåller en hög koncentration av citronsyra, vilket bidrar till dess låga pH-värde, som varierar mellan 2,0 och 2,4.
Lime är ingen naturligt förekommande art, utan är en hybrid av suckatcitron och Citrus micrantha. Lime nybeskrevs 1913 av den amerikanske botanikern Walter Tennyson Swingle.
Lime växer bättre i tropiska områden, till skillnad från många andra citrusfrukter. Frukterna är vanligen runda och mellan 3 och 6 centimeter i diameter. Färgen är grön eller gulaktigt grön och fruktköttet är oftast surt och äts vanligen inte som den är, utan istället används saften som smaksättare i matlagning, godis, drycker och drinkar. Lime finns även i läskedrycker som till exempel Fanta-Lime och Jaffa-Lime. Under 1970-talet tillverkade SOBRA en kolsyrad dryck med namnet Lime men smaken hade dock inte så mycket med fruktens smak att göra. 
Limefrukten är känd i Europa sedan 1400-talet. Den är ganska rik på C-vitamin, och brittiska sjömän brukade därför få en daglig relativt billig ranson limesaft för att undvika skörbjugg. Det är på grund av detta som engelsmän fortfarande ibland kallas för "Limeys". Halten är dock inte tillräckligt hög, så därför övergavs den efter en tid till fördel för apelsiner och citroner som hos andra sjömän.

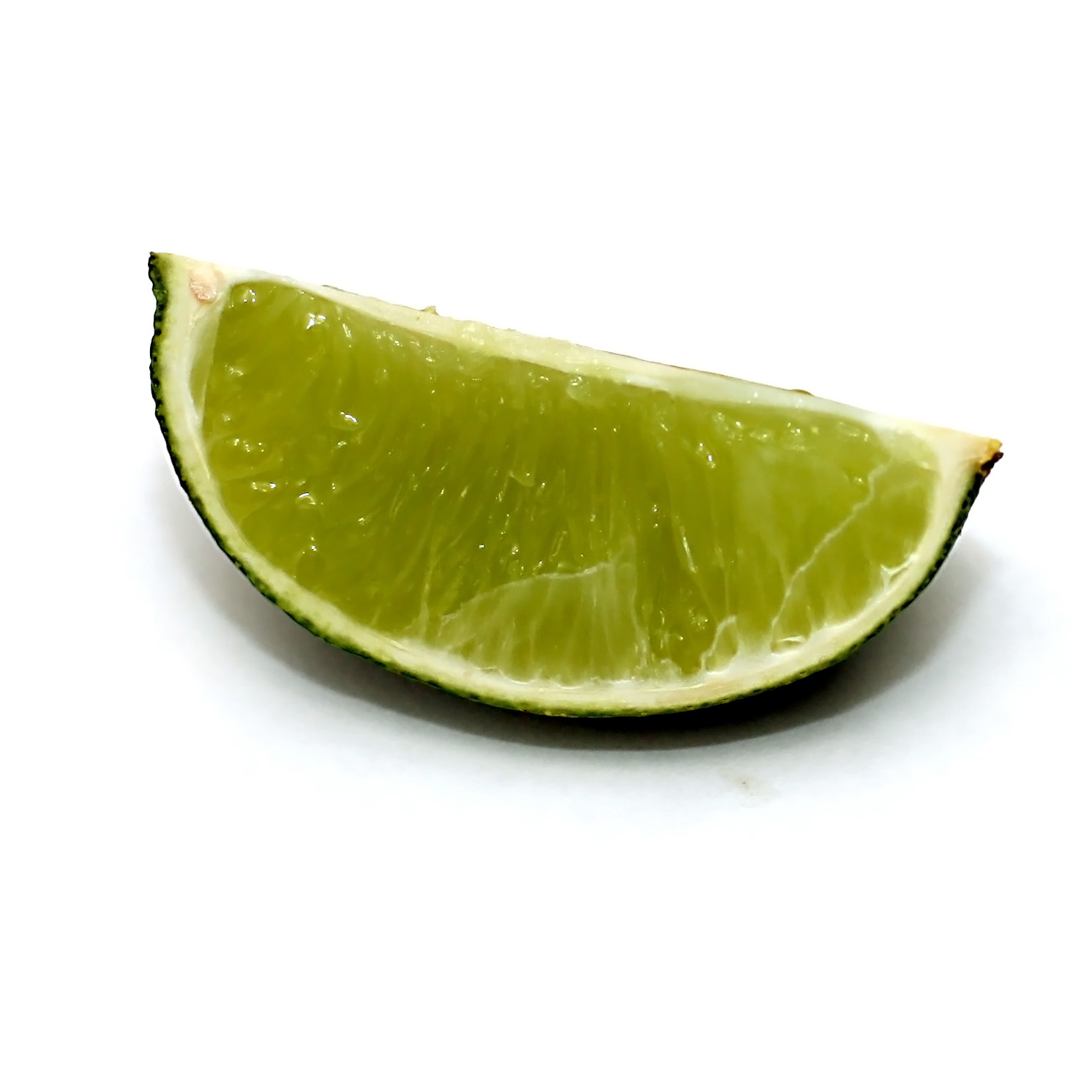
En klyfta av kärnfri lime

Det finns tre olika frukter som går under populärnamnet lime. Den vanligaste i svenska affärer är den stora sura utan kärnor som på portugisiska kallas limão och på spanska limón sin semilla. Det finns även en mindre men mer aromatisk med kärnor som på spanska limón agrio. Den riktiga limen som är lite sötaktig, har kärnor och en liten pigg i änden, som en klementin, heter på portugisiska och på spanska lima.

## Världsproduktionen av lime
Produktionen i ton av citroner och lime, 2004; uppgifter från FN:s livsmedels- och jordbruksorganisation. Sedan dess har Kina och Indien ökat sin produktion påtagligt. Kina producerade 2012 2 300 000 ton.
| Land      | Produktion (ton) | Världsproduktion (%) |
| --------- | ---------------- | -------------------- |
| Mexiko    | 1 824 890        | 15                   |
| Indien    | 1 420 000        | 12                   |
| Iran      | 1 100 000        | 9                    |
| Spanien   | 1 050 000        | 9                    |
| Argentina | 950 000          | 8                    |
| Brasilien | 950 000          | 8                    |
| USA       | 732 000          | 6                    |
| Kina      | 583 161          | 5                    |
| Italien   | 550 000          | 5                    |
| Turkiet   | 535 000          | 4                    |
| Totalt    | 12 104 033       | 100                  |

## Användningsområden
Den sura miljö har en antibakteriell verkan genom att skapa ogynnsamma förhållanden för många mikroorganismer, inklusive patogena bakterier. Vid exponering för en sådan sur miljö genomgår bakteriella proteiner denaturering, vilket innebär en förändring av deras tertiära struktur och en efterföljande förlust av funktion. Denatureringen kan i sin tur störa bakteriens metaboliska processer, vilket kan resultera i tillväxthämning eller celldöd.
På grund av dessa antimikrobiella egenskaper har lime och andra citrusfrukter traditionellt använts som naturliga konserveringsmedel inom livsmedelsindustrin och i traditionell medicin. Deras förmåga att hämma bakteriell tillväxt gör dem särskilt relevanta i bevarandet av livsmedel och vid behandling av infektioner där sura miljöer kan motverka patogeners spridning.